# Шагреневый скат
Шагреневый скат (лат. Leucoraja fullonica) — вид хрящевых рыб семейства ромбовых скатов отряда скатообразных. Обитают в водах северо-восточной и центрально-восточной Атлантики, включая Средиземное море между 72° с. ш. и 27° с. ш. и между 24° з. д. и 34° в. д. Встречаются на глубине до 800 м. Их крупные, уплощённые грудные плавники образуют диск в виде ромба со заострённым рылом. Максимальная зарегистрированная длина 120 см. Откладывают яйца. Не являются объектом целевого промысла.

## Таксономия
Впервые вид был научно описан в 1758 году как Raja fullonica.

## Ареал
Эти батидемерсальные скаты обитают в северо-восточной Атлантике от Мурманска, Россия, до севера Марокко и берегов Исландии, а также в западной части Средиземного моря и в водах, омывающих Мадейру. В британских водах распространены в Кельтском море и у северо-западного побережья Шотландии, а на мелководье у берегов Уэльса отсутствуют. Существуют почти изолированные атлантическая и средиземноморская субпопуляции. Встречаются на континентальном шельфе и в верхней части материкового склона на глубине 30—800 м. В Средиземном море держатся в прохладных прибрежных водах и в верхней части материкового склона на глубине 30—550 м. В летнее время появляются у берегов Исландии. Миграции связаны скорее с нагулом, чем с размножением.

## Описание
Широкие и плоские грудные плавники этих скатов образуют ромбический диск с треугольным выступающим рылом и заострёнными краями. На вентральной стороне диска расположены 5 жаберных щелей, ноздри и рот. На тонком хвосте имеются латеральные складки. У этих скатов 2 редуцированных спинных плавника и редуцированный хвостовой плавник. На верхней челюсти 58—68 зубных рядов. Зубы заострённые. Дорсальная поверхность диска покрыта двумя рядами из 50 шипов, которые тянутся по обе стороны от срединной линии от плеч до первого спинного плавника. С возрастом шипы снашиваются и становятся менее заметными. Вдоль внутреннего края глаз имеются ряды из 8 шипов, лопатки также покрыты мелкими шипами. Между спинными плавниками шипы отсутствуют. Большая часть вентральной поверхности колючая, за исключением задней 2/3 части грудных плавников. Взрослые особи окрашены в ровный серый цвет. Иногда имеются поперечные тёмные полосы. Вентральная поверхность белая.
Максимальная зарегистрированная длина 120 см, самцы в целом крупнее самок.

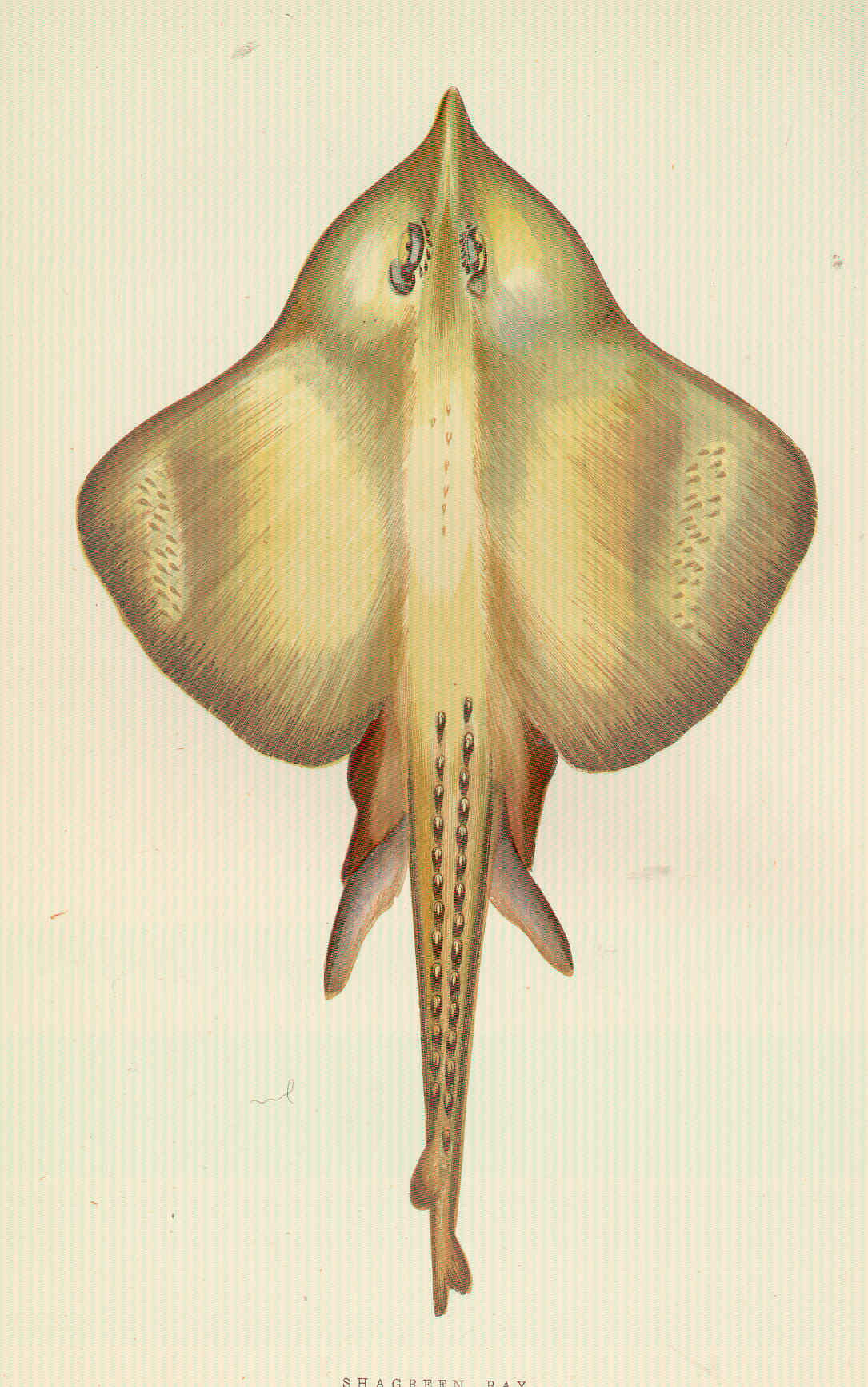
Вдоль средней линии по спине этих скатов тянутся 2 ряда шипов

## Биология
Эти скаты откладывают яйца, заключённые в жёсткую роговую капсулу с выростами на концах. Длина капсулы без усиков 8 см, а ширина 5 см. Эмбрионы питаются исключительно желтком. Молодые скаты имеют тенденцию следовать за крупными объектами, напоминающими их мать. Рацион состоит из донных беспозвоночных, вероятно, предпочитают рыбу. Продолжительность  поколения в 9,7 лет.

## Взаимодействие с человеком
Эти скаты не являются объектом целевого промысла. Попадаются в качестве прилова. Мясо употребляют в пищу. С 1999 года ЕС ввёл в Норвежском и Северном морях квотирование на добычу скатов, а с 2006 году временный запрет на использование жаберных сетей глубже 600 м. Хотя в европейских водах с 2008 года глубоководный промысел сокращается, численность популяции скатов снижается. В 2009 году Международный союз охраны природы присвоил виду охранный статус «Уязвимый».